# Hasbulla Magomedov

Hasbulla Magomedovich Magomedov (em russo:  Хасбулла Магомедович Магомедов, [xɐsˈbuɫə məɡɐˈmʲɛdəvɪt͡ɕ məɡɐˈmʲɛdəf], 7 de julho de 2002), conhecido profissionalmente como Hasbulla ou Hasbik, é uma personalidade russa das redes sociais.
Ganhando fama pela primeira vez com um vídeo viral em TikTok em 2021 por sua aparência infantil causada por um distúrbio genético, ele desde então fez colaborações com lutadores e personalidades de artes marciais mistas de alto nível, incluindo Khabib Nurmagomedov e Dana White.

## História
Durante 2021 e 2022, ele teve uma disputa divulgada com o influenciador tadjique Abdu Rozik e o Uzbek Erali.
Em setembro de 2022, Hasbulla assinou um contrato de promoção de cinco anos com o UFC.
Em março de 2023, após uma turnê pelos Estados Unidos com Nelk, ele sofreu uma reação por repreender duramente sua gata de estimação e puxar suas orelhas.

## Vida pessoal
Hasbulla sofre de uma forma de nanismo causada pela deficiência do hormônio do crescimento.